# Finfinnee
Cet article court présente un sujet plus développé dans : Addis-Abeba.
Finfinnee (ou Finfinne, en amharique : ፊንፊኔ) est le nom local en langue oromo de la ville d’Addis-Abeba, capitale de l’Éthiopie[réf. nécessaire].